# 1917 في كندا
فيما يلي قوائم الأحداث التي وقعت خلال عام 1917 في كندا.

## أحداث
- 6 ديسمبر – انفجار هاليفاكس

## سياسة

### انتهاء فترة المنصب
- 6 أكتوبر – روبرت بوردن عضو مجلس العموم الكندي.

### فبراير
- 23 فبراير – ماكسي بيرغر ملاكم كندي.

### يونيو
- 24 يونيو – ديفيد إيستون

### أكتوبر
- 31 أكتوبر – وليام ماكنيل مؤرخ كندي.

### نوفمبر
- 2 نوفمبر – آن روثرفورد